# Gígjökull
De Gígjökull (Kloofgletsjer) is een gletsjer in het zuiden van IJsland en maakt deel uit van de grotere Eyjafjallajökull. Onder de ijskap van de Eyjafjallajökull ligt de gelijknamige vulkaan, en aan de noordzijde van de calderarand van deze vulkaan zit een scheur. Uit deze scheur loopt het gletsjerijs noordwaarts om uiteindelijk via de Gígjökull weg te stromen. Aan het eind is het verloop van de gletsjer vrij steil, waardoor dit een bekende plek is voor ijsklimmen. De Eyjafjallajökullvulkaan heeft nog een andere uitstroomgletsjer: de Steinsholtsjökull die meer oostelijk richting Þórsmörk ligt. De IJslanders noemen de Gígjökull ook wel de Fjalljökull (Berggletsjer). Aan de voet van de Gígjökull ligt het 40 meter diepe kleine gletsjermeer Lónið (De lagune) waarin soms kleine ijsbergjes drijven. Het smeltwater stroomt via een klein riviertje uiteindelijk naar de Markarfljót.

## Trivia

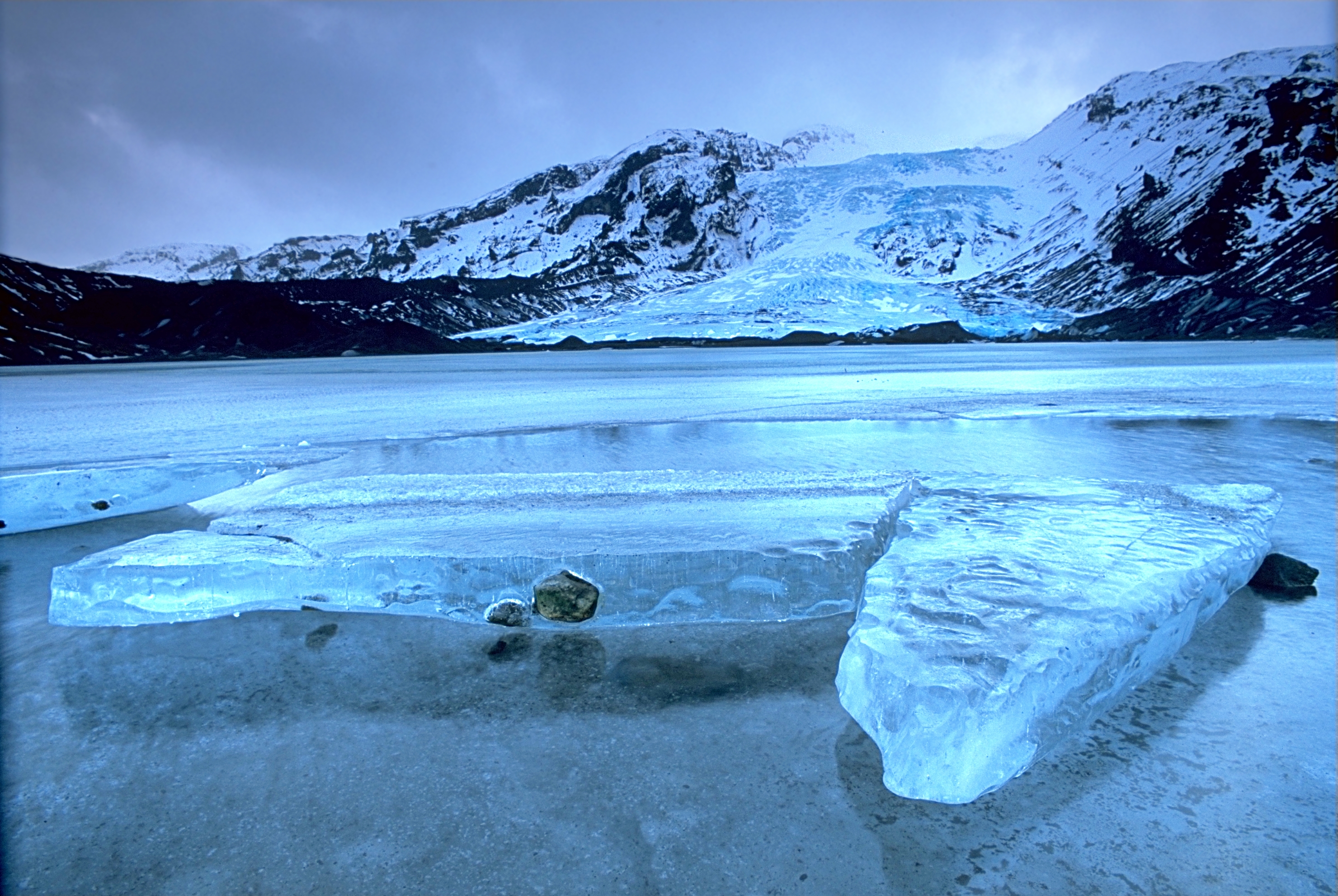
Een winterse Gígjökull.

In het jaar 1965 zijn er op de Gígjökull kledingstukken gevonden, waaronder delen van een broek en een leren schoen. Vlak daarbij werd een trouwring gevonden met daarin gegeraveerd een trouwdatum van 29 augustus 1929. Men vermoedt dat deze attributen behoren aan een Amerikaanse vlieger die in mei 1952 op de Eyjafjallajökull neerstortte. Ook in augustus 1966 zijn er daar drie Amerikaanse vliegeniers verongelukt.